# Yoda
Velmistr Yoda (896 BBY až 4 ABY) je fiktivní postava z filmové ságy Star Wars. Yodův původ a rasa, ze které pocházel, jsou neznámé, jeho mistrem byl N'Kata Del Gormo. Byl nejstarším a nejváženějším členem Rady Jediů. Měří pouhých 66 cm. Za svůj život trénoval až 20 000 jediů.

## Životopis
Když Yoda poprvé vstoupil do Chrámu Jediů, vzpomínky na válku mezi Jedii a Sithy byly ještě čerstvé. Od té doby tento mistr zažil plný rozkvět řádu Jediů a Republiky. V posledních dvou staletích si však Yoda uvědomoval postupný návrat temné strany Síly a přestože se blíží konec válek klonů, předvídal, že nejhorší okamžiky řád Jediů teprve čekají.
Moudrý Yoda byl, podobně jako Mace Windu, uznávaný po celé Galaxii a jeho slovo mělo velkou váhu, takže mu všichni členové Rady naslouchali. Během svého života cestoval po Galaxii a navštívil stovky světů ve své snaze porozumět Síle. Po více než osmistech letech se po prohraném souboji s Darth Sidiousem a zničení řádu Jedi stává spíše zamyšleným a než akci dává přednost pečlivému pozorování.
Když se setká s Anakinem Skywalkerem, prohlásí, že chlapec je příliš starý na trénink a cítí v něm nebezpečné emoce, které ho mohou vést k temné straně. Po letech bude učit Anakinova syna – Luka – v poznání Síly. Po pádu Anakina Skywalkera k Temné straně se Yoda přestěhoval na Dagobah. Můžeme se pouze dohadovat o důvodech, které jej k tomu vedly. Je možné, že tak učinil, aby se ukryl před zrakem Císaře, v blízkosti starého pokrouceného stromu, pod nímž patrně zahynul nějaký Temný Jedi.
Strom mu sloužil jako štít a také jako místo, kde zkoušel své žáky, včetně Luka Skywalkera, který za ním přišel, aby získal výcvik Jedi a porazil Darth Vadera. Luke, mistrův poslední student však Yodu opustil na riskantní akci, která mohla ohrozit nejen jeho a jeho přátele, ale i naděje na vzkříšení Rytířů Jedi, kteří byli téměř vyhlazeni Darth Sidiousem – Císařem – a jeho služebníkem Darth Vaderem.
Yoda u svého stromu nakonec i umírá ve věku 900 let za přítomnosti Luka. Umírající Yoda Lukovi dodá odvahu a vybídne ho k souboji s Darth Vaderem. Po souboji bude jeho výcvik u konce. Luke se s Vaderem utkává a ten se tak obrací zpět na světlou stranu, Vader pak dokonce zabije Sidiouse vhozením do šachty. Vader je ale raněn a umírá, už ale jako Anakin. Impérium je poraženo a řád jediů obnoven. Na oslavách porážky Impéria se zjeví i Yodův duch.

## Pozadí postavy
Po těžkém rozhodování a zvážení všech možností, se nakonec George Lucas rozhodl, že postava Yody bude ztvárněna loutkou. Loutkohercem se stal Frank Oz, který postavě Yody poskytl také hlas. Frank Oz také „vynalezl“ známou větnou syntax zvanou „Yodic“ (Meditovat o tom, já budu.), kterou Yoda hovoří a asi nejpodobnější je slovosledu latiny, ale stejný slovosled se může objevit i například v arabštině. Frank Oz propůjčil svůj hlas postavě i v epizodách II a III, kde již byla postava Yody ztvárněna CGI (Computer-generated imagery).
Autorem designu loutky je Stuart Freeborn, pouze pro epizodu I byla loutka upravena Nickem Dudmanem, aby vypadala mladší. V epizodě I se původně objevily jen dva CGI záběry na Yodu, oba z velké vzdálenosti, později však byl Yoda přeanimován pomocí CGI i pro epizodu I.
V původních verzích scénáře se Yoda jmenoval různě, ve hře bylo klasické dvou jmenné pojmenování Minch Yoda, ale například i jméno Buffy.

## V jednotlivých epizodách
- V epizodě I – Skrytá hrozba jako člen Rady Jediů varuje před možnou temnou budoucností Anakina Skywalkera.

- V epizodě II – Klony útočí je klíčovým generálem Republiky v bitvě o Geonosis. V závěru bitvy se nerozhodně utkal s hrabětem Dooku.

- V epizodě III – Pomsta Sithů stojí v čele jednotek na Kashyyyku. Spolu s Obi-Wanem je jediným členem Rady a jedním z mála Jediů, který přežil masakr vyvolaný Palpatinem. Když nedokáže porazit Darth Sidiouse v souboji, odchází do vyhnanství.

- V epizodě V – Impérium vrací úder na planetě Dagobah, kam se ukryl po 3. epizodě, cvičí Luka v používání Síly.

- V epizodě VI – Návrat Jediů umírá stářím, přesně ve věku 900 let.

- V epizodě VIII – Poslední z Jediů se Lukovi krátce zjeví Yodův duch

- V epizodě IX - Star Wars: Vzestup Skywalkera společně s ostatními mrtvými jedimi se spojí s Rey a pomůžou jí porazit Palpatina

## Zajímavosti
Je možné, že postava Yody a některé jeho anatomické atributy (zejména relativně velké oči) byly inspirovány podobou primátů z rodu nártoun.